# Maculinea discoobsoleta
Maculinea discoobsoleta är en fjärilsart som beskrevs av Beuret 1958. Maculinea discoobsoleta ingår i släktet Maculinea och familjen juvelvingar. Inga underarter finns listade i Catalogue of Life.